# Балкарский сыр
Балкарский сыр (карач.-балк. Бишлакъ) — сыр, производимый в Балкарии, один из атрибутов балкарской национальной кухни и входит в состав таких блюд как: различные виды хычинов, бишлакъ биширген, кояжапха и других. Сыр включает три ингредиента: молоко, соль и натуральную закваску — сычужный фермент.

## Производство
Сыр готовится путем сычужного завашивания. Технология изготовления — молоко подогреть до температуры парного, постоянно помешивая, влить в него закваску и оставить на 10—15 минут. Когда молоко свернется, его хорошо размешать. После того как белая масса осядет, сыворотку аккуратно слить, массу откинуть на дуршлаг, остатки сыворотки отжать.
Сыр посыпать солью и оставить на сутки, чтобы он просолился и окончательно стекла сыворотка. Хранить в рассоле из сыворотки.